# The Blue (음반)
《The Blue》는 The Blue의 정규 2집 앨범이다. 동명의 노래가 타이틀 곡으로 수록되어 있다.
- REMASTERED 2023 (1LP) (2023년 6월 28일) 발매

## 수록곡
1. 나의 곁엔 언제나 (작사 김민종 / 작곡·편곡 서영진) (TVN 응답하라1994 삽입곡)
2. 친구를 위해 (작사 김민종, 이태섭 / 작곡 김민종 / 편곡 서영진)
3. 나의 파라다이스 (작사 김민종  / 작곡·편곡 서영진)
4. 그날 이후 (작사 김민종  / 작곡·편곡 서영진)
5. Endless Love (작사 김민종  / 작곡·편곡 서영진)
6. X-클럽 (작사 김민종  / 작곡·편곡 신해철)
7. 너를 사랑해 (작사 김민종  / 작곡·편곡 서영진)
8. 까페에서 (작사 지우 / 작곡·편곡 서영진)
9. 다시 만날 때까지 (작사 손지창 / 작곡·편곡 김우진)
10. 나의 곁엔 언제나 (Club Version) (작사 김민종 / 작곡 서영진 / 편곡 신해철)